# سيمون باسي
سيمون باسي (بالإنجليزية: Simon Bassey)‏ هو لاعب كرة قدم بريطاني في مركز الوسط، ولد في 5 فبراير 1976 في لامبث ‏ في المملكة المتحدة. لعب مع إيه أف سي ويمبلدون ودولويتش هاملت ونادي ألدرشوت تاون ونادي كرولي تاون.